# Акутна инсуфицијенција јетре
Акутна инсуфицијенција јетре или  фулминантна инсуфицијенција јетре губитак је функције јетре који се јавља брзо  (у данима или недељама) обично код особе која није раније имала болест јетре. Најчешће је узрокован вирусом хепатитиса или лековима, као што је ацетаминофен. Акутна инсуфицијенција јетре је мање уобичајена од хроничне инсуфицијенције јетре, која је чешћа и развијасе спорије.
Акутна инсуфицијенција јетре која може изазвати озбиљне компликације, укључујући крварење и повећан притисак у мозгу, захтева хитну медицинску помоћ и хоспитализацију.
У зависности од узрока, акутна инсуфицијенција јетре се понекад може преокренути лечењем, мада је у многим ситуацијама, једи ни облик лечења, трансплантација јетре.

## Етиологија
Акутна инсуфицијенција јетре настаје када су ћелије јетре значајно оштећене и више нису у стању да нормално функционишу. Потенцијални узроци приказани су на доњој табели:
| Узроци                          | Карактеристике |
| ------------------------------- | --- |
| Предозирање ацетаминофеном      | Узимање превише ацетаминофена (Тиленол, други) је најчешћи узрок акутног отказивања јетре у Сједињеним Америчким Државама. Изван Сједињених Држава, ацетаминофен је познат као парацетамол. Акутна инсуфицијенција јетре може се јавити након једне веома велике дозе ацетаминофена или након доза већих од препоручених сваки дан неколико дана. Лечење може спречити отказивање јетре. Не чекајте знаке отказивања јетре. |
| Лекови на рецепт                | Неки лекови који се прописују на рецепт, укључујући антибиотике, нестероидне антиинфламаторне лекове и антиконвулзанте, могу изазвати акутну инсуфицијенцију јетре. |
| Биљни додаци                    | Биљни лекови и суплементи, укључујући каву, ефедру, лубање и пениројал, повезани су са акутним отказивањем јетре. |
| Вирус хепатитиса и други вируси | Хепатитис А, хепатитис Б и хепатитис Е могу изазвати акутну инсуфицијенцију јетре. Други вируси који могу изазвати акутну инсуфицијенцију јетре укључују Епштајн-Бар вирус, цитомегаловирус и вирус херпес симплекса. |
| Токсини                         | Токсини који могу изазвати акутну инсуфицијенцију јетре укључују отровну дивљу гљиву Аманиту фалоидес, која се понекад погрешно сматра оном која је безбедна за јело. Тетрахлорид угљеника је још један токсин који може изазвати акутно отказивање јетре. То је индустријска хемикалија која се налази у расхладним средствима и растварачима за воскове, лакове и друге материјале.                                       |
| Генетски поремећаји             | Одређене наследне болести јетре могу изазвати акутно отказивање јетре ако се не лече, укључујући аутоимуни хепатитис и Вилсонову болест. |
| Компликације у трудноћи         | Ретке, али озбиљне компликације трудноће могу преплавити јетру, укључујући акутну масну јетру у трудноћи, прееклампсију и ХЕЛЛП синдром. |
| Аутоимуна болест                | Отказивање јетре може бити узроковано аутоимуним хепатитисом — болешћу у којој имуни систем напада ћелије јетре, изазивајући упалу и повреде. |
| Болести вена у јетри            | Васкуларне болести, као што је Бад-Чиари синдром, могу изазвати блокаде у венама јетре и довести до акутног отказивања јетре. |
| Метаболичка болест              | Ретке метаболичке болести, као што су Вилсонова болест и акутна масна јетра у трудноћи, ретко изазивају акутну инсуфицијенцију јетре. |
| Рак (тумор) јетре               | Рак јетре који почиње у јетри или се шири на и суседних органа на јетру може довести до отказивања функција јетре. |
| Шок                             | Огромна инфекција (сепса) и шок могу озбиљно смањити доток крви у јетру, узрокујући отказивање јетре. |
| Топлотни удар                   | Екстремна физичка активност у врућем окружењу могу изазвати акутну инсуфицијенцију јетре. |
| Остали узроци                   | Неки случајеви акутне инсуфицијенције јетре немају очигледан узрок. |

Акутна инсуфицијенција јетре се дешава брзо, у року од неколико дана или недеља, и постепено прелази у хроничну инсуфицијенција јетре, која је чешћи тип отказивања функција јетре, који се дешава постепено, месецима или годинама. Како ваша јетра почне да губи своју функционалност, приметићете све више и више симптома затајења јетре.
Како  функције јетре почну да отказују, јављају се компликације у целом телу, па акутна инсуфицијенција јетре прелази у хронични облик, који иако није брз процес на крају је фаталан (због губитка функционалности јетре)  без трансплантације јетре.

## Патофизиологија
У већини случајева код акутне инсуфицијенције јетре  постоји широко распрострањена хепатоцелуларна некроза која почиње у центризоналној дистрибуцији и напредује ка порталним трактовима. Степен упале паренхима је променљив и пропорционалан је трајању болести, Па тако;.
Зона 1 (перипортална зона) се јавља код тровања фосфором или еклампсије. 
Зона 2 (средња зона), иако ретка, примећује се код жуте грознице. 
Зона 3 (центролобуларна зона) се јавља са исхемијском повредом, токсичним ефектима, изложеношћу тетрахлориду угљеника или гутањем хлороформа. Код акутног предозирања ацетаминофеном долази до токсикације, углавном у зони 3 која има највиши ниво П450 микро-ензима. Та чињеница заједно са смањеним нивоом кисеоника у зони 3 помаже да се објасни зашто је то првенствено једно од почетних места оштећења.

## Клиничка слика
Главни знаци и симптоми акутна инсуфицијенција јетре који се брзо развијају код иначе здраве особе укључују:
- жутило коже и очних јабучица (жутица)
- бол у горњем десном делу трбуха
- отечен стомак (асцитес)
- мучнина
- повраћање
- општи осећај лошег осећања (слабост)
- дезоријентација или конфузија
- поспаност
- дах који може имати пљеснив или сладак мирис
- тремор

## Дијагноза
Када се физичким прегледом установе знаци и симптоми отказивања јетре, неопходно је извршити тестове који ће то потврди. То може укључивати:
Тестови крви
Тестови функције јетре мере различите производе јетре у вашој крви како би утврдили колико добро ваша јетра функционише. Тестови крви такође могу помоћи у идентификацији узрока затајења јетре и неких његових компликација, попут смањеног згрушавања крви или анемије Тестови снимања
Студије снимања ваше јетре могу показати знаке болести јетре, као што су оток, ожиљци или течност у стомаку (асцитес). Еластографија је врста сликовног теста који користи ултразвук или магнетну разонантну томографиују за одређивање степена оштећшења јетре.
Биопсија јетре
Биопсија јетре је мања процедура заснована на узимању малог узорка ткива  јетре за тестирање у лабораторији. Узорак се може узети кроз шупљу иглу пласирану кроз кођу трбуха у ткиво јетре. Биопсија јетре може потврдити дијагнозу и помоћи да се утврди узрок  болести јетре.

## Терапија
Најважнији аспект лечења пацијената са акутном инсуфицијенцијом јетре је пружање добре ургентне терапије. Пацијенте са енцефалопатијом другог степена треба пребацити у јединицу интензивне неге  ради петрманентног праћења. Како енцефалопатија напредује, заштита дисајних путева постаје све важнија.
Већина пацијената са акутном инсуфицијенцијом јетре има тенденцију да развије одређени степен дисфункције циркулације. Пажљиву пажњу треба посветити контроли нивоа течности и хемодинамици. Праћење метаболичких параметара, праћење инфекције, одржавање исхране и брзо препознавање гастроинтестиналног крварења су кључни  за успешну терапију.
Параметре коагулације, комплетну слику крвних зрнаца и метаболички панел треба често проверавати. Серумске аминотрансферазе и билирубин се обично мере свакодневно да би се пратио ток болести.
Препоручује се активан одмор у кревету.

## Компликације
Акутна инсуфицијенција јетре често узрокује компликације, које укључују:
Церебрални едем
Превише течности у мозгу (церебрални едем) изазива стварање притиска у  мозгу, што може довести до дезоријентације, озбиљне менталне конфузије и акутних напада.
Крварење и поремећаји крварења
Како оштећена јетра не може произвести довољну концентрацију фактора згрушавања, који помажу у згрушавању крви, код ов честа су крварење у гастроинтестиналном тракту  код овог стања, која је понекад тешко контролисати.
Инфекције
Особе са акутном инсуфицијенцијом јетре имају већу вероватноћу да развију инфекције, посебно ону у крви и респираторним и мокрачним путевима. 
Инсуфицијенција бубрега
Отказивање бубрега се често јавља након отказивања јетре, посебно ако је пацијент  предозирао унос ацетаминофеном, који оштећује  јетру и бубреге.

## Превенција
Како би се смањио ризик од акутне инсуфицијенције јетре лекари најчешће пацијентима саветују: 
Да прате упутства о лековима
Ако узимају ацетаминофен или друге лекове, пацијент би требало да ппрво провери препоручену дозу на паковању и не  узимати више од тога. 
Да ако већ имају болест јетре, пре узимања лека питају  свог лекара да ли је за његов организам безбедно да узима  било коју количину ацетаминофена.
Да се пре узимања лекова обре лекару
То је неопходно, јер чак и лекови без рецепта и биљни лекови могу да ометају дејство узетих лекове издатих на рецепт од стране лекара.
Да алкохол конзумирају умерено, ако то чине
Ако одлуче да пију  алкохол, пацијентима се саветује да то чине умерено. За здраве одрасле особе, то значи:
- до једно пиће дневно за жене и
- до два пића дневно за мушкарце.

Да избегавају ризично понашање
- не користити недозвољене интравенске дроге,
- не дели или користи коришћене игле,
- користите кондоме током секса,
- ако се тетовира  или користи пирсинг, прво увере да је ординација коју одаберу чиста и безбедна,
- не пуши дуван.

Да се вакцинацинишу
Ако има хроничну болест јетре, историју било које врсте инфекције хепатитисом или повећан ризик од хепатитиса, уз консултацију са лекаром пацијент би требало да прими вакцину против хепатитиса Б или вакцину за хепатитис А.
Да избегавају контакт са крвљу и телесним течностима других људи
Случајни убод игле или неправилно чишћење крви или телесних течности других особа може да пренесе вирусе хепатитиса. 
Дељење оштрица или четкица за зубе такође може да шири инфекцију.
Не једу дивље печурке
Дивље печурке не треба јести јер је често тешко направити разлику између отровне печурке и оне која је безбедна за јело.
Да предузму заштитне мере током примена аеросолних спрејева
Када се користи  средство за чишћење на бази аеросола, требало би се претходно уверити да је просторија проветрена или носити заштитну маску. 
Сличне заштитне мере требало би спровести и када се прска инсектицидима, фунгицидима, бојама и другим токсичним хемикалијама. 
Пажљиво пратите упутства за употребу аеросолних производа.
Да пазе шта се наноси на кожу
Када се користе инсектициди и друге токсичне хемикалије, покрити кожу рукавицама, дугим рукавима, шеширом и маском.
Да одржавају здраву телесну тежину
Гојазност може изазвати стање које се зове неалкохолна масна болест јетре, која може укључивати масну јетру, хепатитис и цирозу.